# Benjamin Thompson
Benjamin Thompson, también conocido como Conde Rumford (en alemán: Reichsgraf von Rumford); (26 de marzo de 1753 - 21 de agosto de 1814) fue un físico e inventor británico nacido en los Estados Unidos, cuyos desafíos a la física teórica establecida formaron parte de la revolución en termodinámica del siglo XIX. Como militar, fue teniente coronel de los "Reales Dragones de América", formando parte de las fuerzas británicas lealistas durante la Guerra de Independencia de los Estados Unidos. Después del final de la guerra se trasladó a Londres, donde se reconoció su talento administrativo, siendo nombrado coronel y recibiendo en 1784 el título de caballero otorgado por el rey Jorge III. Diseñador prolífico, proyectó los planos de distintos buques de guerra. Posteriormente se trasladó a Baviera para entrar al servicio del gobierno del principado, siendo nombrado ministro del ejército bávaro. Tras reorganizar el ejército, en 1791 fue nombrado conde del Sacro Imperio Romano Germánico, recibiendo el título de Conde Rumford por el que también es conocido.

## Primeros años
Thompson nació en la localidad rural de Woburn (Massachusetts) el 26 de marzo de 1753; su casa natal se conserva como museo. Se educó principalmente en la escuela del pueblo, aunque a veces se acercaba a Cambridge recorriendo cerca de diez millas de distancia con su vecino Loammi Baldwin (nueve años mayor que Thompson, posteriormente sería un famoso político e ingeniero que luchó a favor de la independencia de los Estados Unidos) para asistir a conferencias a cargo del profesor John Winthrop en el Harvard College. A la edad de 13 años se inició como aprendiz de John Appleton, un comerciante de la cercana ciudad de Salem. Thompson destacó en su oficio, y pudo entrar en contacto con gente refinada y bien educada por primera vez, adoptando muchos de sus hábitos, incluyendo el interés por la ciencia. Mientras se recuperaba en Woburn en 1769 de una lesión, llevó a cabo experimentos sobre la naturaleza del calor y comenzó a mantener correspondencia con Loammi Baldwin y con otras personas acerca de estos ensayos. Más adelante trabajó durante unos meses para un comerciante de Boston, y a continuación se hizo brevemente y sin éxito aprendiz de un médico en Woburn.
El porvenir de Thompson en 1772 parecía reducirse a vagar de un oficio a otro, pero ese mismo año su destino cambió bruscamente, cuando conoció, se enamoró y se casó con una heredera rica y bien relacionada, llamada Sarah Rolfe (apellidada Walker de soltera). Hija de un clérigo, su anterior marido le legó una propiedad en Concord (Nuevo Hampshire), ciudad que por entonces se llamaba Rumford. Se trasladaron a Portsmouth (Nuevo Hampshire), y a través de la influencia de su esposa con el gobernador, Thompson fue nombrado uno de los comandantes de la Milicia de New Hampshire.

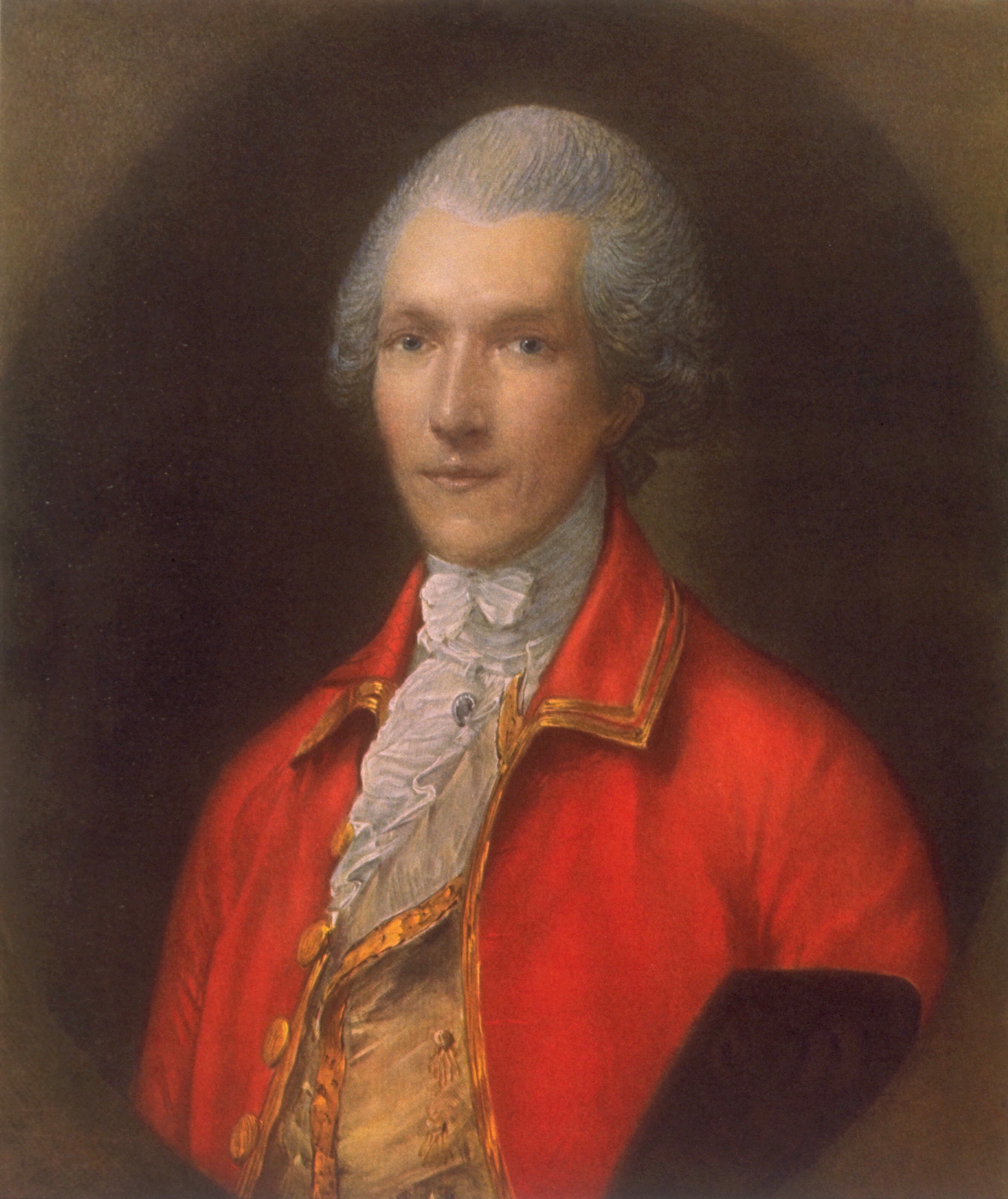
Thompson retratado por Thomas Gainsborough en 1783

## Guerra de Independencia de los Estados Unidos
Cuando comenzó la Guerra de Independencia de los Estados Unidos, Thompson era uno de los propietarios de terrenos en Nueva Inglaterra que se opusieron al levantamiento. Activo lealista, organizó el reclutamiento de tropas para luchar contra los rebeldes. Esto le valió la enemistad del partido popular, y una turba atacó su casa. Huyó hacia las líneas británicas abandonando a su esposa, como se vio después, de forma definitiva. Fue acogido por los británicos, a los que facilitó información valiosa acerca de las fuerzas estadounidenses, asesorando al General Gage y a Lord George Germain.
Mientras trabajó con el ejército británico en América, llevó a cabo experimentos para medir la potencia de la pólvora, cuyos resultados fueron ampliamente aclamados cuando se publicaron en 1781 en las Transactions de la Royal Society. Sobre la base de estos experimentos llegó a Londres al final de la guerra habiéndose labrado una notable reputación como científico.

## Madurez en Baviera

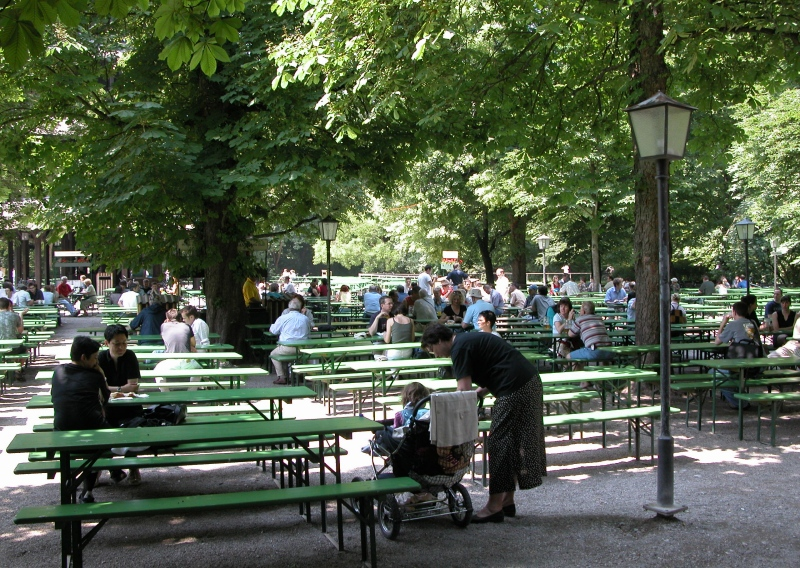
El jardín de la cerveza "En la Torre China" del Jardín Inglés de Múnich

En 1785 se trasladó a Baviera, contratado como ayudante de campo del príncipe elector Carlos Teodoro. Pasó once años allí, acometiendo la reorganización del ejército y el establecimiento de casas de empleo para los pobres. Con este cometido ideó la denominada sopa Rumford, un alimento para los pobres, y estableció el cultivo de la patata en Baviera. Para la gestión de estas casas para pobres llegó a estudiar los métodos de cocina, la calefacción y la iluminación, incluyendo los costos relativos y las eficiencias de las velas de cera, de las de sebo y de los candiles.
En nombre del príncipe Carlos creó el Jardín Inglés de Múnich en 1789; que permanece hoy en día y es conocido como uno de los grandes parques públicos de las principales ciudades del mundo. Fue elegido miembro honorario extranjero de la Academia Estadounidense de las Artes y las Ciencias en 1789. Por sus logros, Thompson fue nombrado en 1791 Conde del Sacro Imperio Romano Germánico, adoptando el nombre de "Rumford" en recuerdo de Rumford, New Hampshire, el antiguo nombre de la ciudad de Concord donde había estado casado, convirtiéndose Conde Imperial de Rumford (en inglés: Count Rumford).

## Trabajos científicos

### Experimentos con el calor
Sus experimentos sobre la artillería y los explosivos despertaron su interés por el calor. Ideó un método para medir la capacidad calorífica de una sustancia sólida, pero quedó decepcionado cuando Johan Carl Wilcke publicó en primer lugar su descubrimiento, que había realizado en paralelo.
Thompson investigó a continuación las propiedades aislantes de varios materiales, incluyendo pieles, lana y plumas. Apreció correctamente que las propiedades aislantes de los materiales naturales dependen de su capacidad de reducir la convección del aire. A continuación, realizó una especulación aventurada e incorrecta, suponiendo que el aire, y de hecho todos los gases, eran perfectos aislantes del calor.
En 1797 extendió su afirmación acerca de la no-conductividad a los líquidos. Esta idea hizo surgir numerosas objeciones de la comunidad científica, incluyendo a John Dalton y a John Leslie, quien realizó ataques particularmente directos contra la teoría de Thompson. En cualquier caso, habría sido necesario utilizar un instrumental mucho mejor que el entonces disponible en términos de exactitud y precisión para verificar el postulado de Thompson. Posiblemente influenciado por sus creencias religiosas, es probable que deseara otorgar al agua un estatus privilegiado y providencial en la regulación de la vida humana.
Se le considera como el fundador del método de preparación de alimentos al vacío debido a su experimento con una paletilla de cordero. Describió este método en uno de sus ensayos.

### Equivalente mecánico del calor
El trabajo científico más importante de Rumford tuvo lugar en Múnich, y se centra en la naturaleza del calor, que desarrolló en su obra "An Experimental Enquiry Concerning the Source of the Heat which is Excited by Friction" (Una Investigación Experimental Sobre el Origen del Calor que es Provocado por la Fricción) (1798). Sus ideas acerca del calor todavía no eran asimilables a la teoría del calor del pensamiento científico actual, y consideraba el calor como una forma de  movimiento. Rumford había observado el calor generado por la fricción al perforar el orificio de los cañones en el arsenal de Múnich. Sumergió un cañón en un barril de agua y dispuso a continuación las herramientas necesarias para perforarlo con un útil especialmente romo. Demostró que se podía hacer hervir el agua del barril aproximadamente en dos horas y media, y observó que el suministro de calor por fricción aparentemente era inagotable. Rumford confirmó que no se había producido ningún cambio físico en el material del cañón, comparando los calores específicos del material sin mecanizar y una vez mecanizado.
Argumentó que la generación aparentemente indefinida de calor es incompatible con la teoría del calórico por entonces vigente, afirmando que lo único que se había comunicado al barril era movimiento. Sin embargo, no hizo ningún intento de cuantificar el calor generado o de medir el equivalente mecánico del calor. Aunque este trabajo de Rumford se encontró con una recepción hostil, posteriormente fue muy importante en el establecimiento de las leyes de conservación de la energía durante el siglo XIX.

### Radiación calorífica y frigorífica
Explicó el experimento de Pictet, una prueba de cómo se propaga el frío, suponiendo que todos los cuerpos emiten rayos en forma de ondas invisibles atravesando un fluido etéreo. Realizó experimentos para apoyar sus teorías sobre las radiaciones calorífica y frigorífica; afirmando que la comunicación de calor era el efecto neto de combinar los rayos caloríficos (transmisores de calor) o rayos frigoríficos (transmisores de frío) con los rayos emitidos por el propio objeto. Cuando un cuerpo absorbe la radiación procedente de un objeto caliente (rayos caloríficos) su temperatura aumenta, y cuando absorbe la radiación de un objeto más frío (rayos frigoríficos) desciende su temperatura.

## Invenciones y mejoras de diseño

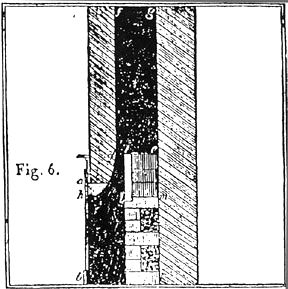
Sección de la chimenea Rumford

Thompson fue un inventor activo y prolífico, ideando mejoras en chimeneas, hogares y hornos industriales. Inventó una caldera doble, un utensilio de cocina y una cafetera por goteo. También concibió una taza de café con filtro a raíz de su trabajo pionero con el Ejército de Baviera, donde mejoró la dieta de los soldados así como su ropa.

### Chimeneas
La chimenea Rumford tuvo un gran éxito en Londres. La idea básica de su diseño consistía en restringir la apertura de entrada para aumentar la corriente ascendente, con una configuración mucho más eficiente capaz de calentar una habitación mucho mejor que las chimeneas anteriores. Sus operarios podían modificar chimeneas existentes mediante la inserción de ladrillos en el hogar para hacer las paredes laterales en ángulo, añadiendo un cebador para aumentar la velocidad del aire que circula hacia la salida de humos. El efecto producido es un flujo aerodinámico, por lo que todo el humo sube por la chimenea en lugar de entrar en la habitación, evitando el peligro de asfixia por humos. El nuevo diseño permitía aumentar la eficiencia del fuego, proporcionando un control adicional de la velocidad de consumo del combustible, ya fuese madera o carbón. Muchas casas de moda de Londres se modificaron según su diseño, liberándose de la presencia de humo.

### Hornos industriales

Sección de un horno Rumford, con la cámara de combustible a la izquierda

Thompson mejoró significativamente el diseño de los hornos utilizados para producir cal viva, y los hornos Rumford pronto se empezaron a construir por toda Europa. La innovación clave fue el separar la quema del combustible de la piedra caliza, con lo que la cal producida por el calor del horno que no quedaba contaminada por las cenizas del fuego.
Se convirtió en una celebridad cuando se extendió la noticia de su éxito. Su trabajo fue muy rentable y muy imitado cuando publicó su análisis de la forma en que trabajaron las chimeneas. En muchos sentidos, coincidía con los hallazgos de Benjamin Franklin, que inventó un nuevo tipo de estufa de calefacción.
La retención de calor era un tema recurrente en su obra, por lo que también se le atribuye la invención de la ropa interior térmica.

### La luz y la fotometría
Rumford trabajó en fotometría, la técnica dedicada a la medición de la luz. Construyó un fotómetro e ideó una unidad de medida de intensidad luminosa denominada candela estándar, predecesora de la candela. Ideó un patrón de referencia luminosa para sus medidas consistente en una vela estándar fabricada a base de aceite de cachalote según unas especificaciones precisas. También publicó sus estudios sobre los colores complementarios "ilusorios" o subjetivos, inducidos por las sombras creadas por dos luces, una blanca y otra coloreada; las tesis de estas observaciones fueron citadas y generalizadas por Michel Eugène Chevreul como su "Ley de contraste de color simultánea" en 1839.

## Vida posterior

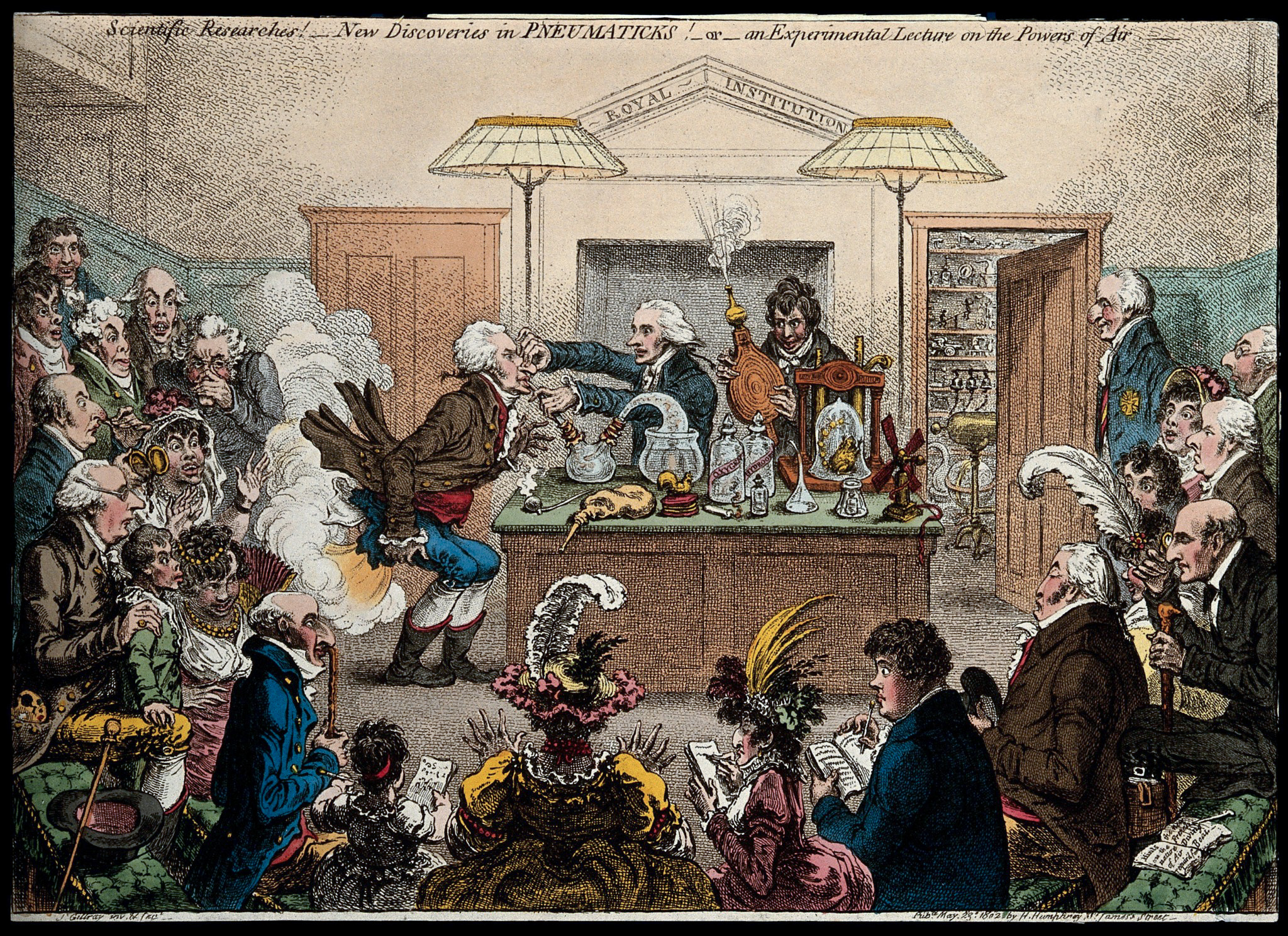
Viñeta satírica obra de James Gillray mostrando una conferencia en la Royal Institution sobre neumática, con Davy sujetando un fuelle y el Conde Rumford observando desde la derecha. El doctor Garnett es el conferenciante que sujeta la nariz del sujeto del experimento.

Después de 1799, dividió su tiempo entre Francia e Inglaterra. Con Joseph Banks, fundó la Royal Institution de Gran Bretaña en 1799, siendo Sir Humphry Davy el primer conferenciante. La institución floreció y logró fama mundial como resultado de una investigación pionera de Davy. Su ayudante, Michael Faraday, situó a la institución como un laboratorio de investigación de primer nivel, adquiriendo merecida fama por su serie de conferencias públicas de divulgación científica. Esta tradición ha continuado hasta el presente, y la Royal Institution (a través de las Royal Institution Christmas Lectures) atrae grandes audiencias a través de sus emisiones de televisión.
Thompson dotó la Medalla Rumford de la Royal Society y la de la Academia Estadounidense de las Artes y las Ciencias, además de patrocinar una plaza de profesor en la Universidad de Harvard. En 1803 resultó elegido miembro extranjero de la Real Academia de las Ciencias de Suecia.
En 1804 se casó con Marie-Anne Lavoisier, la viuda del gran químico francés Antoine Lavoisier. Su esposa estadounidense -la que abandonó en América tras el estallido de la revolución americana- ya había muerto antes de que emigrara. Thompson se separó de su segunda esposa después de tres años, pero se estableció en París y continuó su trabajo científico hasta su muerte el 21 de agosto de 1814. Está enterrado en el pequeño cementerio de Auteuil en París, justo enfrente de Adrien-Marie Legendre. A su muerte, su hija (fruto de su primer matrimonio), Sarah Thompson, heredó el título de condesa Rumford.

## Eponimia
- El cráter lunar Rumford lleva este nombre en su memoria.[21]